# اس‌اس ژرمانیک (۱۸۷۵)
اس‌اس ژرمانیک (۱۸۷۵) (به انگلیسی: SS Germanic (1875)) یک کشتی بود که طول آن ۴۵۵ فوت (۱۳۹ متر) بود.